# Оксфорд (ткань)
Оксфорд (англ. Oxford) — вид ткани, традиционно используемой для пошива мужских сорочек (рубашек). Выполняется ткацким переплетением «рогожка».
На данный момент существует огромное количество совершенно разных тканей, которые распространяются под торговой маркой «Оксфорд». Их не следует путать с классической тканью данного типа.
Ткань Оксфорд (Oxford) делится на несколько видов в зависимости от толщины нитки, лежащей в основе полотна: 210den, 240den, 300den, 420den, 600den. Для изготовления чехлов-тентов для автомобилей, мотоциклов, скутеров, квадроциклов, снегоходов, гидроциклов, применяется ткань 240-300den при стояночном хранении. Для транспортировки техники (квадроциклов, снегоходов, гидроциклов) используется более плотный полиэстер 600den, во избежание разрыва чехла при перевозке.
Ткани оксфорд — используются в производстве тентов, палаток, пологов, рюкзаков, обуви, сумок, спецодежды и спецназовской одежды.
Эта ткань была названа в честь английского города Оксфорд, где её создал фламандский ткач, вынужденный иммигрировать в Англию после отмены Нантского эдикта, в 1685 году. Впрочем, в другом источнике упоминается, что её создателем был шотландский драпировщик XIX века, который продавал хлопчатобумажные ткани, каждая из которых носила название крупного университета: Гарварда, Кембриджа, Йеля и Оксфорда.

## Структура

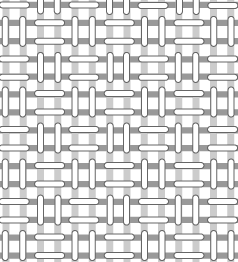
Переплетение рогожка

Данная ткань имеет тип плетения «рогожка» (англ. Basketweave: basket — корзина, weave — плетение), которое также называют «панамским плетением».
Плотность оксфорда обусловлена толщиной нити, которая обозначается в den (денье). Чем больше d, тем толще нить используется при производстве, тем более выражена структура Оксфорда. Предлагаемые разновидности Оксфорда: 210den, 240den, 300den, 420den, 600den.
Покрытие:
PU (полиуретан) — внутреннее бесцветное покрытие, обеспечивающее водонепроницаемость и ветрозащитные свойства ткани. Обладает стойкостью к органическим растворителям. Водоупорность ткани с PU покрытием варьируется от 200 до 5000 мм водного столба.
Результаты испытаний:
Разрывная нагрузка для разных видов оксфорда — 80-160 кгс (при норме не менее 50 кгс) по основе, 45-120 кгс (при норме не менее 30 кгс) по утку. Водоупорность для разных PU покрытий — 450 мм; 800 мм; 1000 мм; 3000 мм водного столба. Морозостойкость — оксфорд PU (-60°С).

## Разновидности
- Пинпойнт (Pinpoint) — рогожка, в которой раппо́рт по основе и утку равен или больше 6.
- Роял Оксфорд (Royal Oxford) — выполняется из более качественной пряжи.

Разновидности PU покрытий (водоупорность в мм водяного столба):
- 200—300 мм — для бытовой одежды (обеспечивает минимальную защиту);
- 400—500 мм — для бытовой одежды (начинает промокать на сгибах через 1 ч);
- 800 мм — спецодежда для работы во влажных условиях;
- 1000-3000 мм — для тентов на автомобили, чехлы на мотоциклы, скутера, снегоходы, квадроциклы, гидроциклы и палатки.